# Lepanthes erinacea
Lepanthes erinacea är en orkidéart som beskrevs av Heinrich Gustav Reichenbach. Lepanthes erinacea ingår i släktet Lepanthes och familjen orkidéer.
Artens utbredningsområde är Costa Rica. Inga underarter finns listade i Catalogue of Life.